# Christer Silfverberg
Hans Christer Silfverberg, född 18 februari 1951, är en svensk jurist. Han var justitieråd i Högsta förvaltningsdomstolen 2012–2017.
Efter juris kandidatexamen 1976 gjorde Silfverberg tingstjänstgöring 1976–1979 och utnämndes till kammarrättsassessor 1986.
Han disputerade 1992 på doktorsavhandlingen Gåvobeskattningen i nordiskt perspektiv, blev docent i finansrätt 1993 och var professor i finansrätt vid Stockholms universitet 2002–2011, där han också var prodekanus för juridiska fakulteten 2006–2008. Han var ledamot i Skatterättsnämnden 1997–2007. Silfverberg utnämndes av regeringen den 17 november 2011 till justitieråd i Högsta förvaltningsdomstolen, där han tillträdde 2012. Silfverberg gick i pension 2017.